# Кюрнбергер, Фердинанд
Фердинанд Кюрнбергер (нем. Ferdinand Kürnberger; 3 июля 1821, Вена, Австрия, — 14 октября 1879, Мюнхен, Германия) — австрийский новеллист и критик.
Написал драму «Catilina», прекрасную картину американских нравов «Der Amerika-Müde», роман «Der Haustyrann», «Das Goldmärchen», несколько сборников новелл, сборники критических статей «Siegelringe» и «Litterar. Herzenssachen» (1877).